# جایزه ادبی سامرست موآم
جایزه سامرست موآم (انگلیسی: Somerset Maugham Award) جایزه ادبی است که سالانه در ماه مه به وسیله انجمن نویسندگان بریتانیا به بهترین اثر نگاشته شده سال اهدا می‌شود. این جایزه تنها به نویسندگانی که سن آنان زیر ۳۵ سال باشد اهدا می‌شود. این جایزه در سال ۱۹۴۷ توسط نویسنده انگلیسی به نام  ویلیام سامرست موآم بنیان نهاده شد. این جایزه در سال ۱۹۶۴ برای نخستین بار به دو نویسنده به نام دیود جیکوبسن و ژان لو کره اهدا شد و پس از این دوره  چندین مرتبه دیگر نیز جایزه به صورت مشترک به دو یا چند نویسنده دیگر اهدا شد. ادری  بارکر  در سال ۱۹۴۷ ، نخستین کسی بود که این جایزه به او تعلق گرفت. در سال‌های  ۱۹۷۵ و ۲۰۰۲ ، جایزه سامرست موآم به هیچ نویسنده‌ای تعلق نگرفت.